# Penal Laws against Wales
 (juillet 2017).
Les Penal Laws against Wales (« Lois pénales contre le pays de Galles ») étaient une série de lois, votées par le Parlement d'Angleterre en 1402. Elles étaient destinées à établir une suprématie anglaise en Galles à la suite de la révolte des Gallois menée depuis 1400 par Owain Glyndŵr contre le roi d'Angleterre Henri IV.
Ces lois réglementaient des pratiques qui étaient en cours en Galles et dans les Marches depuis des années mais elles avaient aussi un caractère vexatoire : les Gallois avaient interdiction d'acheter des terres en Angleterre, ils ne pouvaient détenir de charge publique au pays de Galles, avaient l'interdiction de porter des armes, ne pouvaient détenir aucun château ni défendre aucune habitation, excluaient les enfants gallois de toute éducation et tout apprentissage, déniaient aux Gallois le droit de poursuivre un Anglais en justice, pénalisaient sévèrement tout Gallois qui épouserait une Anglaise, privaient de droit de vote tout Anglais qui épouserait une Galloise et interdisaient toute assemblée de Gallois.
Ces lois montrent clairement à tous ceux qui hésitaient à rejoindre la rébellion de Glyndŵr que les Anglais nourrissent la même suspicion à l'égard de tous les Gallois. De nombreux Gallois qui essayaient de faire carrière au service des Anglais se trouvent alors poussés dans les bras des rebelles.
Ces lois ne furent pas abrogées lorsque Henri VIII d'Angleterre fit voter les Laws in Wales Acts en 1535 et 1542 qui parachèvent l'union entre l'Angleterre et le pays de Galles. Les lois ne sont abrogées qu'en 1624 par le roi Jacques Ier.